# ایگوآناهای ماداگاسکاری
ایگوآناهای ماداگاسکاری (نام علمی: Opluridae) نام یک تیره از زیرراسته ایگوآناسانیان است.